# 長野森林組合
長野森林組合（ながのしんりんくみあい）は、長野県長野市に本所を置く日本の森林組合。長野市とその周辺市町村（須坂市・千曲市・坂城町・小布施町・高山村・信濃町・飯綱町・小川村）を所轄する。

## 組合概要
2022年1月31日現在
- 設立：2001年（平成13年）2月1日
- 地区：長野市、須坂市、千曲市、坂城町、小布施町、高山村、飯綱町、信濃町、小川村
- 組合員経営面積：48,462ha
- 組合員：13,982名
- 出資金：335万3073口、3億3530万7300円
- 理事：21名（内常勤2名）
- 監事：3名
- 総代：200名
- 職員：職員30名、技能職員53名、工場職員12名

## 支所・事業所
- 長野支所：長野市大字長野東乃門町2462
- 須高支所：須坂市大字須坂746-イ
- 更埴支所：千曲市大字寂蒔500-1
- 西山支所：長野市信州新町214-1
- 北部支所：上水内郡信濃町大字富濃403-1
- 西山事業所：上水内郡小川村大字高府14-1
- 鬼無里事業所：長野市鬼無里2552